# Папабіль
Папа́біль (від італ. papabile; мн. папа́білі, італ. papabili; буквальний переклад — папоспроможний) — неофіційний італійський термін, запроваджений спочатку політологами-спеціалістами з Ватикану (ватиканістами чи ватиканологами), і нині вживається як інтернаціональний термін у багатьох мовах. Позначає того чи тих кардиналів, які можуть бути найімовірнішими кандидатами під час найближчих виборів Папи Римського.

## Історія терміна
Серед осіб, що згадувались у пресі як папабілі, були кардинали, які дійсно надалі були обрані папами. Це були кардинал Еудженіо Пачеллі (Пій XII), кардинал Джованні Монтіні (Павло VI) і кардинал Йозеф Ратцінгер (Бенедикт XVI). Однак часто буває, що імовірні папабілі не сходять на папський престол через різного роду обставини. Кардинал Джузеппе Сірі, як очікувалось 1958 року перед конклавом, мав найвищі шанси стати папою римським. Замість цього був зроблений украй неочікуваний вибір — був обраний кардинал Анджело Ронкаллі, який став папою під іменем Іван XXIII. Аналогічно й кардинал Джованні Бенеллі вважався найімовірнішим кандидатом на конклавах у жовтні та серпні 1978 року. А втім, він обидва рази зазнав поразки, причому, за деякими даними (результати голосувань на конклавах є таємними), у жовтні для обрання Бенеллі не вистачило зовсім незначної кількості голосів. У серпні 1978 року інший кандидат, якого не вважали папабілем, кардинал Альбіно Лучані, був обраний та узяв ім'я Іван Павло I, а після його швидкої смерті Бенеллі програв на жовтневому конклаві Каролю Войтилі (Іван-Павло II), чия кандидатура також не розглядалась засобами масової інформації як імовірна (тим не менше багато хто вважає Войтилу найвидатнішим понтифіком XX століття). Це призвело до саркастичного висловлювання, популярного серед ватиканістів: «Хто входить на Конклав папою, виходить звідти кардиналом».
Залежно від віку кардинала його рейтинг у «списку» папабілів може змінюватись. Наприклад, кардинал Карло Марія Мартіні упродовж багатьох років вважався папабілем, але після досягнення визначеного правом обрання віку він уже не включався до цього ряду.
Перед конклавом 2005 року як папабілі фігурували у ЗМІ кардинали Йозеф Ратцінгер, Карло Марія Мартіні, Крістоф Шенборн, Хорхе Маріо Бергольо, Анджело Содано, Френсіс Арінзе й інші. На тому конклаві папою було обрано Ратцінгера, якого завжди згадували серед найбільш імовірних папабілів.

## Папабілі, обрані папами римськими
- Франческо Саверіо Кастільйони (Пій VIII, 1829);
- Джоакіно Печчі (Лев XIII, 1878);
- Джакомо делла Кьєза (Бенедикт XV, 1914);
- Еудженіо Пачеллі (Пій XII, 1939);
- Джованні Баттіста Монтіні (Павло VI, 1963);
- Йозеф Алоїс Ратцінгер (Бенедикт XVI, 2005);
- Хорхе Маріо Бергольо (Франциск, 2013);
- Роберт Френсіс Прево (Лев XIV, 2025).